# Награды журнала World Soccer
C 1982 года футбольный журнал «World Soccer» проводит ежегодный опрос читателей для выявления лучшего в трёх категориях: «Игрок года», «Тренер года» и «Команда года». 

## Премия World Soccer
| - 2024 — Родри (Манчестер Сити) - 2023 — Эрлинг Холанд (Манчестер Сити) - 2022 — Лионель Месси (ПСЖ) - 2021 — Роберт Левандовски (Бавария) - 2020 — Роберт Левандовски (Бавария) - 2019 — Лионель Месси (Барселона) - 2018 — Лука Модрич (Реал Мадрид) - 2017 — Криштиану Роналду (Реал Мадрид) - 2016 — Криштиану Роналду (Реал Мадрид) - 2015 — Лионель Месси (Барселона) - 2014 — Криштиану Роналду (Реал Мадрид) - 2013 — Криштиану Роналду (Реал Мадрид) - 2012 — Лионель Месси (Барселона) - 2011 — Лионель Месси (Барселона) - 2010 — Лионель Месси (Барселона) - 2009 — Лионель Месси (Барселона) - 2008 — Криштиану Роналду (Манчестер Юнайтед) - 2007 — Кака (Милан) - 2006 — Фабио Каннаваро (Ювентус, Реал Мадрид) - 2005 — Роналдиньо (Барселона) - 2004 — Роналдиньо (Барселона) - 2003 — Павел Недвед (Ювентус) - 2002 — Роналдо (Интернационале, Реал Мадрид) - 2001 — Майкл Оуэн (Ливерпуль) - 2000 — Луиш Фигу (Барселона, Реал Мадрид) - 1999 — Ривалдо (Барселона) - 1998 — Зинедин Зидан (Ювентус) - 1997 — Роналдо (Барселона, Интернационале) - 1996 — Роналдо (Барселона) - 1995 — Джордж Веа (ПСЖ, Милан) - 1994 — Паоло Мальдини (Милан) - 1993 — Роберто Баджо (Ювентус) - 1992 — Марко ван Бастен (Милан) - 1991 — Жан-Пьер Папен (Олимпик Марсель) - 1990 — Лотар Маттеус (Интернационале) - 1989 — Рууд Гуллит (Милан) - 1988 — Марко ван Бастен (Милан) - 1987 — Рууд Гуллит (Милан) - 1986 — Диего Марадона (Наполи) - 1985 — Мишель Платини (Ювентус) - 1984 — Мишель Платини (Ювентус) - 1983 — Зико (Фламенго, Удинезе) - 1982 — Паоло Росси (Ювентус) | - 2024 — Карло Анчелотти, Реал Мадрид - 2023 — Пеп Гвардиола, Манчестер Сити - 2022 — Лионель Скалони, Аргентина - 2021 — Роберто Манчини, Италия - 2020 — Ханси Флик, Бавария - 2019 — Юрген Клопп, Ливерпуль - 2018 — Дидье Дешам, Франция - 2017 — Зинедин Зидан, Реал Мадрид - 2016 — Клаудио Раньери, Лестер Сити - 2015 — Луис Энрике, Барселона - 2014 — Йоахим Лёв, Германия - 2013 — Юпп Хайнкес, Бавария - 2012 — Висенте Дель Боске, Испания - 2011 — Пеп Гвардиола, Барселона - 2010 — Жозе Моуриньо, Интер и Реал Мадрид - 2009 — Пеп Гвардиола, Барселона - 2008 — Алекс Фергюссон, Манчестер Юнайтед - 2007 — Алекс Фергюссон, Манчестер Юнайтед - 2006 — Марчелло Липпи, Италия - 2005 — Рафаэль Бенитес, Ливерпуль - 2004 — Жозе Моуриньо, Порту и Челси - 2003 — Карло Анчелотти, Милан - 2002 — Гус Хиддинк, Республика Корея и ПСВ Эйндховен - 2001 — Жерар Улье, Ливерпуль - 2000 — Дино Дзофф, Италия - 1999 — Алекс Фергюссон, Манчестер Юнайтед - 1998 — Арсен Венгер, Арсенал - 1997 — Оттмар Хитцфельд, Боруссия Дортмунд - 1996 — Берти Фогтс, Германия - 1995 — Луи ван Гаал, Аякс - 1994 — Карлос Альберто Паррейра, Бразилия - 1993 — Алекс Фергюссон, Манчестер Юнайтед - 1992 — Рихард Мёллер-Нильсен, Дания - 1991 — Мишель Платини, Франция - 1990 — Франц Бекенбауэр, Германия и Олимпик Марсель - 1989 — Арриго Сакки, Милан - 1988 — Ринус Михелс, Нидерланды и Байер 04 - 1987 — Йохан Кройф, Аякс - 1986 — Ги Тис, Бельгия - 1985 — Терри Венейблс, Барселона - 1984 — Мишель Идальго, Франция - 1983 — Зепп Пионтек, Дания - 1982 — Энцо Беарзот, Италия |  |

| Игрок             | Побед |
| ----------------- | ----- |
| Лионель Месси     | 6     |
| Криштиану Роналду | 5     |
| Роналдо           | 3     |
| Мишель Платини    | 2     |
| Рууд Гуллит       | 2     |
| Марко ван Бастен  | 2     |
| Роналдиньо        | 2     |
| Паоло Росси       | 1     |
| Зико              | 1     |
| Диего Марадона    | 1     |
| Лотар Маттеус     | 1     |
| Жан-Пьер Папен    | 1     |
| Роберто Баджо     | 1     |
| Паоло Мальдини    | 1     |
| Джанлука Виалли   | 1     |
| Зинедин Зидан     | 1     |
| Ривалдо           | 1     |
| Луиш Фигу         | 1     |
| Майкл Оуэн        | 1     |
| Павел Недвед      | 1     |
| Фабио Каннаваро   | 1     |
| Кака              | 1     |
| Хави              | 1     |
| Лука Модрич       | 1     |

|      | Страна     | Побед |
| ---- | ---------- | ----- |
| 1    | Бразилия   | 8     |
| 2    | Италия     | 5     |
| 3-6  | Франция    | 4     |
| 3-6  | Нидерланды | 4     |
| 3-6  | Аргентина  | 6     |
| 3-6  | Португалия | 6     |
| 7    | Испания    | 2     |
| 8-11 | Германия   | 1     |
| 8-11 | Чехия      | 1     |
| 8-11 | Англия     | 1     |
| 8-11 | Хорватия   | 1     |

#### По странам

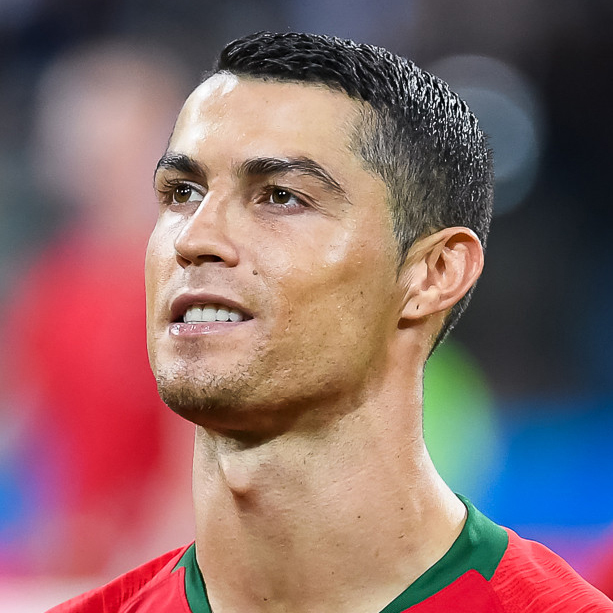
Криштиану Роналду

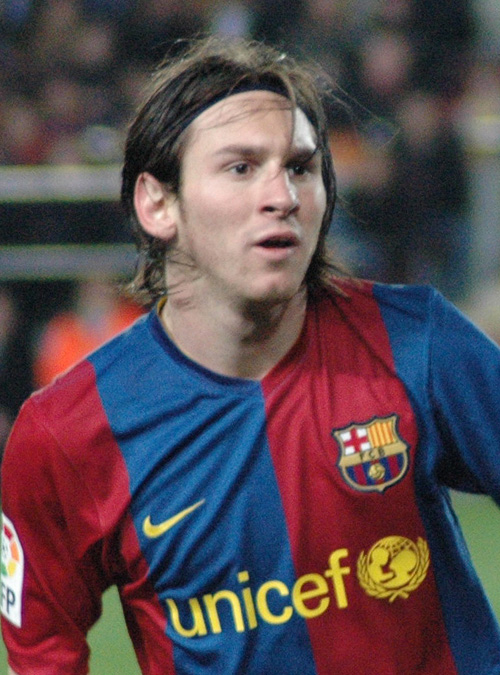
Лионель Месси

### Молодой игрок года
- 2005 —  Робиньо, Сантос
- 2006 —  Лионель Месси, Барселона
- 2007 —  Лионель Месси, Барселона
- 2008 —  Лионель Месси, Барселона и Аргентина[7]
- 2009 —  Серхио Агуэро, Атлетико Мадрид и Аргентина[6]
- 2010 —  Томас Мюллер, Бавария Мюнхен и Германия[5]
- 2011 —  Неймар, Сантос и Бразилия[4]

### Судья года
- 2005 —  Пьерлуиджи Коллина
- 2006 —  Орасио Элисондо

### Команда года
- 2024 — 🇪🇸 Испания
- 2023 — 🏴󠁧󠁢󠁥󠁮󠁧󠁿 Манчестер Сити
- 2022 — 🇦🇷 Аргентина
- 2021 — 🇮🇹 Италия
- 2020 — 🇩🇪 Бавария
- 2019 — 🏴󠁧󠁢󠁥󠁮󠁧󠁿 Ливерпуль
- 2018 —  Франция[2]
- 2017 —  Реал Мадрид
- 2016 —  Лестер Сити
- 2015 —  Барселона
- 2014 —  Германия
- 2013 —  Бавария
- 2012 —  Испания
- 2011 —  Барселона
- 2010 —  Испания
- 2009 —  Барселона
- 2008 —  Испания
- 2007 —  Милан
- 2006 —  Барселона
- 2005 —  Ливерпуль
- 2004 —  Греция
- 2003 —  Милан
- 2002 —  Бразилия
- 2001 —  Ливерпуль
- 2000 —  Франция
- 1999 —  Манчестер Юнайтед
- 1998 —  Франция
- 1997 —  Боруссия Дортмунд
- 1996 —  Нигерия (Олимпийская сборная)
- 1995 —  Аякс
- 1994 —  Милан
- 1993 —  Парма
- 1992 —  Дания
- 1991 —  Франция
- 1990 —  Германия
- 1989 —  Милан
- 1988 —  Нидерланды
- 1987 —  Порту
- 1986 —  Аргентина
- 1985 —  Эвертон
- 1984 —  Франция
- 1983 —  Гамбург
- 1982 —  Бразилия

### Символическая сборная
Символическая сборная, публиковавшаяся журналом по итогам календарного года с 1960 по 1992 год, за исключением 1970, 1979-81 и 1988 годов.
Выходила по инициативе редактора и ведущего колумниста журнала Эрика Батти. Решающим критерием для определения лучших игроков был стабильно высокий уровень игры в течение всего календарного года, именно поэтому в состав символической сборной зачастую не попадали обладатели престижных футбольных наград, ярко выступившие на отдельных международных турнирах (например, в символическую сборную 1986 года не вошёл блестяще сыгравший на мировом первенстве Диего Марадона). В некоторых случаях (1971, 1990) в состав World XI включали больше, чем 11 игроков. Кроме того, в 1983 году (а также в 2013, через 19 лет после смерти Батти) была опубликована символическая сборная всех времён.
| Год  | Вратарь                            | Защитники | Полузащитники | Нападающие |
| ---- | ---------------------------------- | --- | --- | --- |
| 1960 | Дьюла Грошич (Татабанья)           | Урвар Бергмарк (Эребру) Хосе Сантамария (Реал Мадрид) Нилтон Сантос (Ботафого)                                                                  | Марти Верхес (Барселона) Анте Жанетич (Хайдук)                                                                                       | Жулиньо (Палмейрас) Пеле (Сантос) Альфредо Ди Стефано (Реал Мадрид) Ференц Пушкаш (Реал Мадрид) Франсиско Хенто (Реал Мадрид)         |
| 1961 | Дьюла Грошич (Татабанья)           | Урвар Бергмарк (Эребру) Жерману (Бенфика) Нилтон Сантос (Ботафого)                                                                              | Дэнни Бланчфлауэр (Тоттенхэм Хотспур) Поль Бонга-Бонга (Стандард)                                                                    | Ладислау Кубала (Барселона) Пеле (Сантос) Альфредо Ди Стефано (Реал Мадрид) Ференц Пушкаш (Реал Мадрид) Франсиско Хенто (Реал Мадрид) |
| 1962 | Гернот Фрайдль (Аустрия)           | Джалма Сантос (Палмейрас) Жерману (Бенфика) Фахрудин Юсуфи (Партизан)                                                                           | Зито (Сантос) Йозеф Масопуст (Дукла)                                                                                                 | Гарринча (Ботафого) Пеле (Сантос) Альфредо Ди Стефано (Реал Мадрид) Ференц Пушкаш (Реал Мадрид) Франсиско Хенто (Реал Мадрид)         |
| 1963 | Лев Яшин (Динамо М)                | Джалма Сантос (Палмейрас) Чезаре Мальдини (Милан) Фахрудин Юсуфи (Партизан)                                                                     | Мариу Колуна (Бенфика) Джим Бакстер (Рейнджерс)                                                                                      | Раймон Копа (Реймс) Пеле (Сантос) Альфредо Ди Стефано (Реал Мадрид) Ференц Пушкаш (Реал Мадрид) Луис Суарес (Интер)                   |
| 1964 | Лев Яшин (Динамо М)                | Тарчизио Бурньич (Интер) Ян Поплугар (Слован) Джачинто Факкетти (Интер)                                                                         | Мариу Колуна (Бенфика) Йозеф Масопуст (Дукла)                                                                                        | Жозе Аугушту (Бенфика) Денис Лоу (Манчестер Юнайтед) Альфредо Ди Стефано (Реал Мадрид) Пеле (Сантос) Луис Суарес (Интер)              |
| 1965 | Кошта Перейра (Бенфика)            | Джалма Сантос (Палмейрас) Жерману (Бенфика) Орландо (Сантос) Джачинто Факкетти (Интер)                                                          | Мариу Колуна (Бенфика) Сандро Маццола (Интер)                                                                                        | Жозе Аугушту (Бенфика) Эйсебио (Бенфика) Пеле (Сантос) Луис Суарес (Интер)                                                            |
| 1966 | Лев Яшин (Динамо М)                | Нестор Гонсальвес (Пеньяроль) Александар Шаламанов (Славия София) Франц Беккенбауэр (Бавария) Джачинто Факкетти (Интер)                         | Мариу Колуна (Бенфика) Марио Корсо (Интер)                                                                                           | Ференц Бене (Уйпешт) Димитр Якимов (ЦСКА София) Пеле (Сантос) Янош Фаркаш (Вашаш)                                                     |
| 1967 | Лев Яшин (Динамо М)                | Кальман Месёй (Вашаш) Ян Поплугар (Слован) Франц Беккенбауэр (Бавария) Джачинто Факкетти (Интер)                                                | Мариу Колуна (Бенфика) Сандро Маццола (Интер)                                                                                        | Ференц Бене (Уйпешт) Джефф Херст (Вест Хэм Юнайтед) Димитр Якимов (ЦСКА София) Янош Фаркаш (Вашаш)                                    |
| 1968 | Дино Дзофф (Наполи)                | Фахрудин Юсуфи (Айнтрахт) Ян Поплугар (Слован) Бобби Мур (Вест Хэм Юнайтед) Джачинто Факкетти (Интер)                                           | Франц Беккенбауэр (Бавария) Мартин Питерс (Вест Хэм Юнайтед)                                                                         | Ференц Бене (Уйпешт) Джефф Херст (Вест Хэм Юнайтед) Влодзимеж Любаньский (Гурник) Сандро Маццола (Интер)                              |
| 1969 | Гордон Бэнкс (Сток Сити)           | Карл-Хайнц Шнеллингер (Милан) Франц Беккенбауэр (Бавария) Бобби Мур (Вест Хэм Юнайтед) Джачинто Факкетти (Интер)                                | Ференц Бене (Уйпешт) Мартин Питерс (Вест Хэм Юнайтед)                                                                                | Влодзимеж Любаньский (Гурник) Джефф Херст (Вест Хэм Юнайтед) Герд Мюллер (Бавария) Драган Джаич (Црвена Звезда)                       |
| 1971 | Гордон Бэнкс (Сток Сити)           | Карлос Алберто (Сантос) Франц Беккенбауэр (Бавария) Бобби Мур (Вест Хэм Юнайтед) Берти Фогтс (Боруссия М)                                       | Жерсон (Сан-Паулу) Сандро Маццола (Интер)                                                                                            | Жаирзиньо (Ботафого) Луиджи Рива (Кальяри) Герд Мюллер (Бавария) Роберто Ривелино (Коринтианс) Уве Зеелер (Гамбург) — запасной        |
| 1972 | Гордон Бэнкс (Сток Сити)           | Карол Добиаш (Спартак-Трнава) Ханс-Георг Шварценбек (Бавария) Бобби Мур (Вест Хэм Юнайтед) Пауль Брайтнер (Бавария)                             | Франц Беккенбауэр (Бавария) Гюнтер Нетцер (Боруссия М)                                                                               | Жаирзиньо (Ботафого) Йохан Кройф (Аякс) Герд Мюллер (Бавария) Влодзимеж Любаньский (Гурник)                                           |
| 1973 | Пат Дженнингс (Тоттенхэм Хотспур)  | Петар Кривокука (Црвена Звезда) Барри Хюльсхофф (Аякс) Бобби Мур (Вест Хэм Юнайтед) Драгослав Степанович (ОФК)                                  | Ладислав Куна (Спартак-Трнава) Франц Беккенбауэр (Бавария) Гюнтер Нетцер (Реал Мадрид)                                               | Влодзимеж Любаньский (Гурник) Герд Мюллер (Бавария) Драган Джаич (Црвена Звезда)                                                      |
| 1974 | Дэвид Харви (Лидс Юнайтед)         | Роландо Гарсия (Коло-Коло) Луис Перейра (Палмейрас) Франц Беккенбауэр (Бавария) Пауль Брайтнер (Бавария)                                        | Казимеж Дейна (Легия) Йован Ачимович (Црвена Звезда) Сандро Маццола (Интер)                                                          | Гжегож Лято (Сталь Мелец) Герд Мюллер (Бавария) Роберт Гадоха (Легия)                                                                 |
| 1975 | Дино Дзофф (Ювентус)               | Берти Фогтс (Боруссия М) Колин Тодд (Дерби Каунти) Умберу Коэлью (Бенфика) Пауль Брайтнер (Реал Мадрид)                                         | Райнер Бонхоф (Боруссия М) Франц Беккенбауэр (Бавария) Гюнтер Нетцер (Реал Мадрид)                                                   | Гжегож Лято (ПСЖ) Ральф Эдстрём (ПСВ) Юпп Хайнкес (Боруссия М)                                                                        |
| 1976 | Иво Виктор (Дукла)                 | Антон Ондруш (Слован) Колин Тодд (Дерби Каунти) Франц Беккенбауэр (Бавария) Пауль Брайтнер (Реал Мадрид)                                        | Антонин Паненка (Богемианс 1905) Виктор Колотов (Динамо К) Бранко Облак (Шальке 04)                                                  | Руд Гелс (Аякс) Герд Мюллер (Бавария) Олег Блохин (Динамо К)                                                                          |
| 1977 | Зепп Майер (Бавария)               | Берти Фогтс (Боруссия М) Луис Перейра (Атлетико Мадрид) Франц Беккенбауэр (Бавария) Руд Крол (Аякс)                                             | Райнер Бонхоф (Боруссия М) Йохан Кройф (Барселона) Ян Петерс (АЗ-67)                                                                 | Франко Каузио (Ювентус) Герд Мюллер (Бавария) Роб Ренсенбринк (Андерлехт)                                                             |
| 1978 | Питер Шилтон (Ноттингем Форест)    | Руд Крол (Аякс) Луис Перейра (Атлетико Мадрид) Дейв Уотсон (Манчестер Сити) Альберто Тарантини (Бирмингем Сити)                                 | Франко Каузио (Ювентус) Освальдо Ардилес (Тоттенхэм Хотспур) Теофило Кубильяс (Альянса Лима)                                         | Роберто Беттега (Ювентус) Герд Мюллер (Бавария) Роб Ренсенбринк (Андерлехт)                                                           |
| 1982 | Питер Шилтон (Саутгемптон)         | Хайме Дуарте (Альянса Лима) Даниэль Пассарелла (Фиорентина) Мариус Трезор (Бордо) Ален Жиресс (Бордо)                                           | Освальдо Ардилес (ПСЖ) Сократес (Коринтианс) Фалькао (Рома) Мишель Платини (Ювентус)                                                 | Карл-Хайнц Румменигге (Бавария) Паоло Росси (Ювентус)                                                                                 |
| 1983 | Питер Шилтон (Саутгемптон)         | Хайме Дуарте (Альянса Лима) Даниэль Пассарелла (Фиорентина) Мариус Трезор (Бордо) Ален Жиресс (Бордо)                                           | Тониньо Серезо (Атлетико Минейро) Освальдо Ардилес (ПСЖ) Сократес (Коринтианс) Фалькао (Рома) Мишель Платини (Ювентус)               | Карл-Хайнц Румменигге (Бавария) |
| 1984 | Ринат Дасаев (Спартак)             | Максим Боссис (Нант) Мортен Ольсен (Андерлехт) Ален Жиресс (Бордо)                                                                              | Аллан Симонсен (Вайле) Сократес (Фиорентина) Жан Тигана (Бордо) Мишель Платини (Ювентус) Диего Марадона (Наполи)                     | Карл-Хайнц Румменигге (Интер) Бруно Конти (Рома)                                                                                      |
| 1985 | Питер Шилтон (Саутгемптон)         | Мортен Ольсен (Андерлехт) Антонио Маседа (Реал Мадрид) Рэй Уилкинс (Андерлехт)                                                                  | Жан Тигана (Бордо) Ален Жиресс (Бордо) Карлос Мануэль (Бенфика) Сёрен Лербю (Бавария) Хорен Оганесян (Арарат)                        | Мишель Платини (Ювентус) Карл-Хайнц Румменигге (Интер)                                                                                |
| 1986 | Ринат Дасаев (Спартак)             | Мануэль Аморос (Монако) Антонио Маседа (Реал Мадрид) Максим Боссис (ПСЖ) Мортен Ольсен (Кёльн)                                                  | Жан Тигана (Бордо) Франк Арнесен (ПСВ) Луис Фернандес (ПСЖ) Ален Жиресс (Бордо) Мичел (Реал Мадрид)                                  | Мишель Платини (Ювентус) Гари Линекер (Барселона)                                                                                     |
| 1987 | Ринат Дасаев (Спартак)             | Мануэль Аморос (Монако) Селсо (Порту) Джованни Франчини (Наполи) Гленн Хюсен (Фиорентина)                                                       | Жан Тигана (Бордо) Луис Фернандес (Расинг Париж) Мичел (Реал Мадрид) Диего Марадона (Наполи)                                         | Гари Линекер (Барселона) Уго Санчес (Реал Мадрид)                                                                                     |
| 1989 | Питер Шилтон (Дерби Каунти)        | Рональд Куман (Барселона) Франко Барези (Милан) Луис Карлос Переа (Атлетико Насьональ)                                                          | Арон Винтер (Аякс) Франк Райкард (Милан) Мичел (Реал Мадрид) Силас (Спортинг) Рууд Гуллит (Милан)                                    | Марко ван Бастен (Милан) |
| 1990 | Питер Шилтон (Дерби Каунти)        | Стефан Демоль (Порту) Франко Барези (Милан) Риккардо Ферри (Интер) Дес Уокер (Ноттингем Форест) — запасной Уго де Леон (Ривер Плейт) — запасной | Дунга (Фиорентина) Силас (Спортинг) Ян Кулеманс (Брюгге) Валдо Фильо (Бенфика) Рафаэль Мартин Васкес (Реал Мадрид)                   | Иан Раш (Ливерпуль) Марко ван Бастен (Милан) Роже Милла (Сен-Пьеруаз) — запасной                                                      |
| 1991 | Невилл Саутолл (Эвертон)           | Риккардо Ферри (Интер) Лоран Блан (Наполи) Базиль Боли (Олимпик Марсель)                                                                        | Дунга (Фиорентина) Роберт Просинечки (Црвена Звезда) Валдо Фильо (ПСЖ) Рафаэль Мартин Васкес (Торино) Деян Савичевич (Црвена Звезда) | Марк Хьюз (Манчестер Юнайтед) Дарко Панчев (Црвена Звезда)                                                                            |
| 1992 | Петер Шмейхель (Манчестер Юнайтед) | Рональд Куман (Барселона) Лоран Блан (Наполи) Дес Уокер (Ноттингем Форест)                                                                      | Мауро Силва (Депортиво Ла-Корунья) Франк Райкард (Милан) Сречко Катанец (Штутгарт) Бриан Лаудруп (Бавария)                           | Аттилио Ломбардо (Сампдория) Марко ван Бастен (Милан) Бебето (Депортиво Ла-Корунья)                                                   |

## Символическая сборная всех времен (1983)
| Вратарь  | Защитники                                                                   | Полузащитники                       | Нападающие                                           |
| -------- | --------------------------------------------------------------------------- | ----------------------------------- | ---------------------------------------------------- |
| Лев Яшин | Виктор Родригес Андраде Обдулио Хасинто Варела Эрнст Оцвирк Герхард Ханаппи | Раймон Копа Хуан Альберто Скьяффино | Стэнли Мэтьюз Альфредо Ди Стефано Пеле Ференц Пушкаш |

## Символическая сборная всех времён (2013)
К 150-летнему юбилею создания Футбольной ассоциации Англии, старейшей футбольной организации в мире, журнал в 2013 году опубликовал списки лучших футболистов и тренеров с момента создания ассоциации.
Список 2013 года основан на голосовании, в котором приняли участие 73 специалистов по всему миру.
| Вратарь  | Защитники                                       | Полузащитники                                                | Нападающие         |
| -------- | ----------------------------------------------- | ------------------------------------------------------------ | ------------------ |
| Лев Яшин | Кафу Франц Беккенбауэр Бобби Мур Паоло Мальдини | Зинедин Зидан Диего Марадона Йохан Кройф Альфредо Ди Стефано | Пеле Лионель Месси |

### Вратари

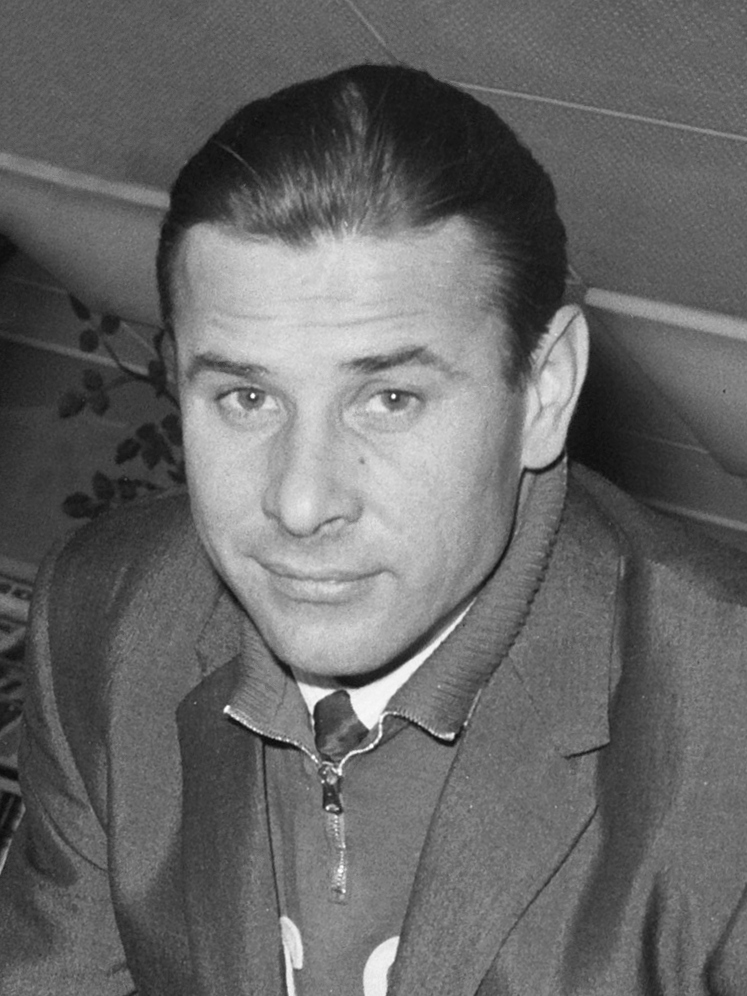
Лев Яшин

| М. | Имя               | Голосов | % голосов |
| -- | ----------------- | ------- | --------- |
| 1  | Лев Яшин          | 31      | 42.47 %   |
| 2  | Гордон Бэнкс      | 6       | 8,22 %    |
| 2  | Дино Дзофф        | 6       | 8,22 %    |
| 4  | Джанлуиджи Буффон | 5       | 6,85 %    |
| 4  | Петер Шмейхель    | 5       | 6,85 %    |
| 6  | Икер Касильяс     | 4       | 5.48 %    |
| 7  | Зепп Майер        | 3       | 4.11 %    |
| 8  | Пэт Дженнингс     | 2       | 2,74 %    |
| 8  | Оливер Кан        | 2       | 2,74 %    |
| 8  | Эдвин ван дер Сар | 2       | 2,74 %    |

### Крайние защитники

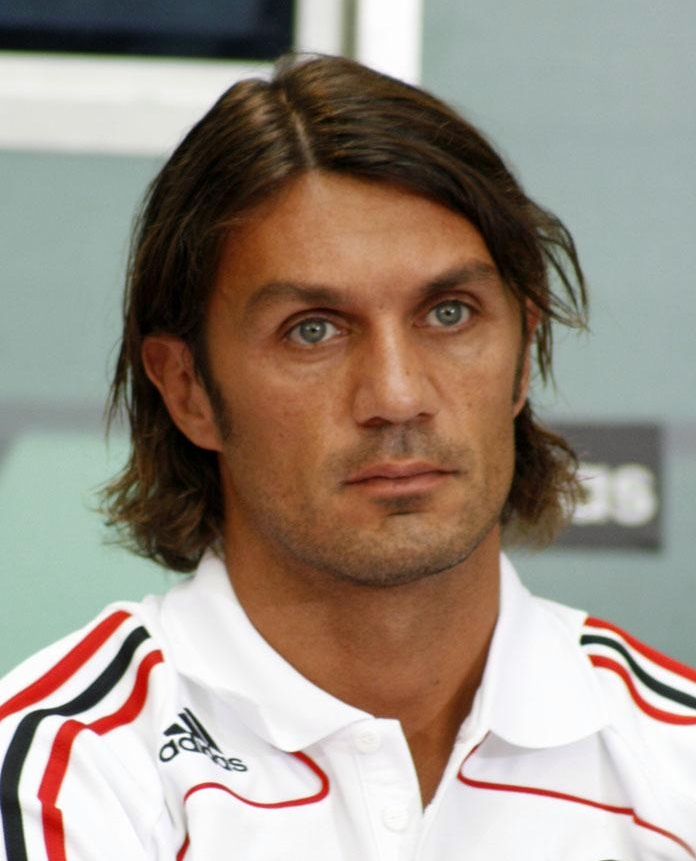
Паоло Мальдини

| М. | Имя                     | Голосов | % голосов |
| -- | ----------------------- | ------- | --------- |
| 1  | Паоло Мальдини          | 48      | 65.75 %   |
| 2  | Кафу                    | 24      | 32.88 %   |
| 3  | Карлос Алберто Торрес   | 18      | 24.66 %   |
| 4  | Роберто Карлос          | 13      | 17.81 %   |
| 5  | Джалма Сантос           | 11      | 15.07 %   |
| 6  | Джачинто Факкетти       | 7       | 9.59 %    |
| 7  | Нилтон Сантос           | 6       | 8.22 %    |
| 8  | Берти Фогтс             | 4       | 5.48 %    |
| 9  | Лилиан Тюрам            | 3       | 4.11 %    |
| 10 | Рууд Крол               | 2       | 2,74 %    |
| 10 | Виктор Родригес Андраде | 2       | 2,74 %    |
| 10 | Карл-Хайнц Шнеллингер   | 2       | 2,74 %    |

### Центральные защитники

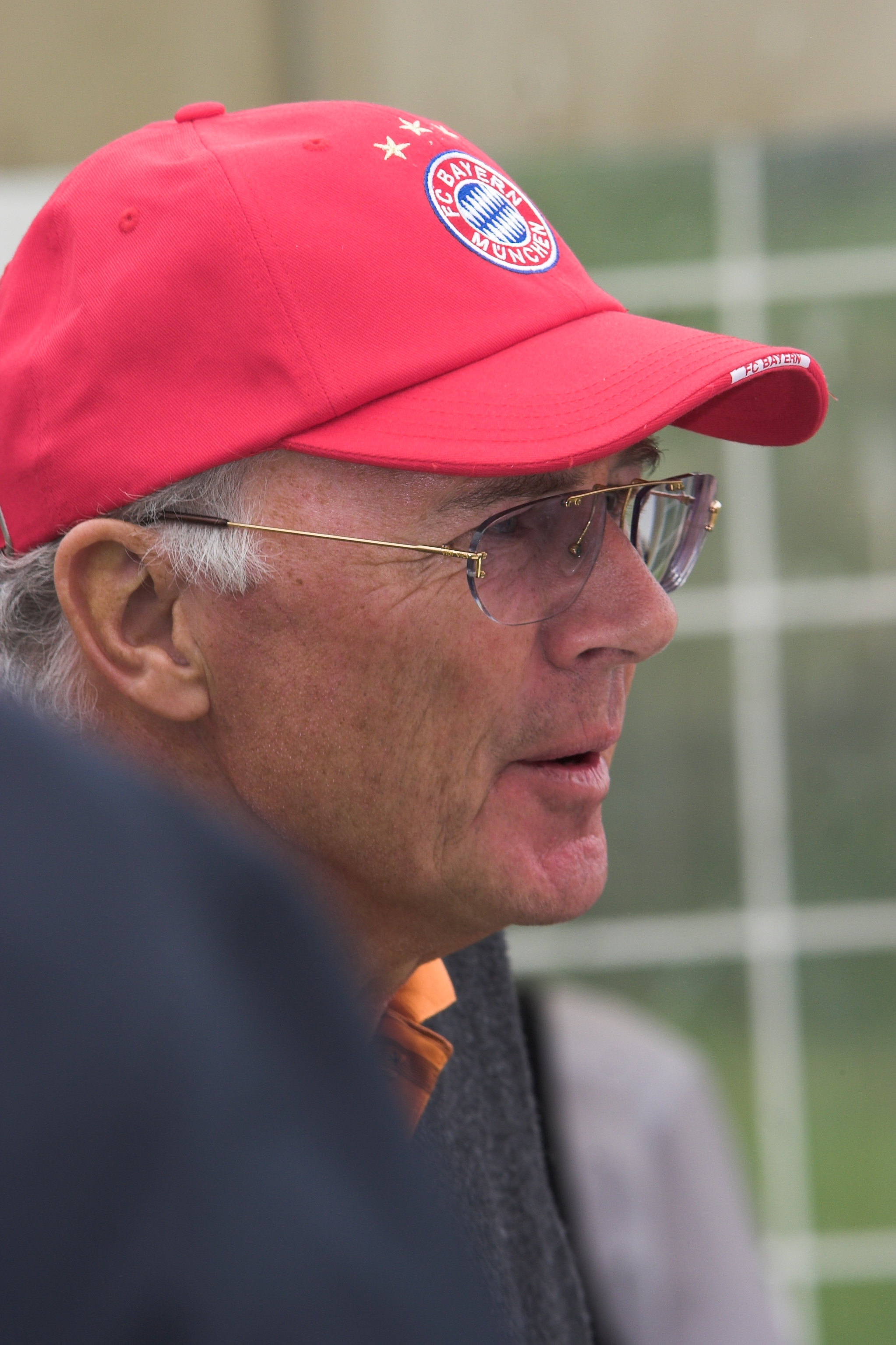
Франц Беккенбауэр

| М. | Имя                | Голосов | % голосов |
| -- | ------------------ | ------- | --------- |
| 1  | Франц Беккенбауэр  | 68      | 93.15 %   |
| 2  | Бобби Мур          | 23      | 31.51 %   |
| 3  | Франко Барези      | 22      | 30.14 %   |
| 4  | Даниэль Пассарелла | 4       | 5.48 %    |
| 5  | Фабио Канаваро     | 3       | 4,11 %    |
| 5  | Джон Чарльз        | 3       | 4,11 %    |
| 5  | Марсель Десайи     | 3       | 4,11 %    |
| 5  | Пол Макграт        | 3       | 4,11 %    |
| 9  | Джузеппе Бергоми   | 2       | 2.74 %    |

### Полузащитники

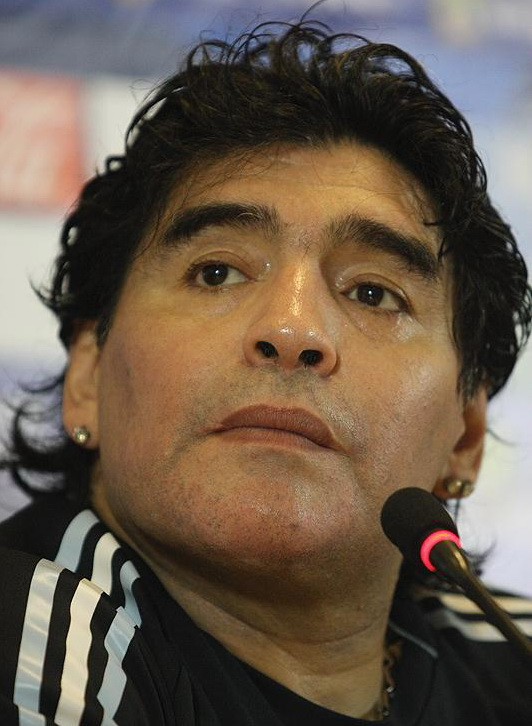
Диего Марадона

| М. | Имя                 | Голосов | % голосов |
| -- | ------------------- | ------- | --------- |
| 1  | Диего Марадона      | 64      | 87.67 %   |
| 2  | Йохан Кройф         | 58      | 79.45 %   |
| 3  | Зинедин Зидан       | 28      | 38.36 %   |
| 4  | Альфредо ди Стефано | 24      | 32.88 %   |
| 5  | Мишель Платини      | 18      | 24.66 %   |
| 6  | Гарринча            | 15      | 20.55 %   |
| 7  | Джордж Бест         | 12      | 16.44 %   |
| 8  | Криштиану Роналду   | 7       | 9.59 %    |
| 9  | Бобби Чарльтон      | 5       | 6,85 %    |
| 9  | Лотар Маттеус       | 5       | 6,85 %    |

### Нападающие

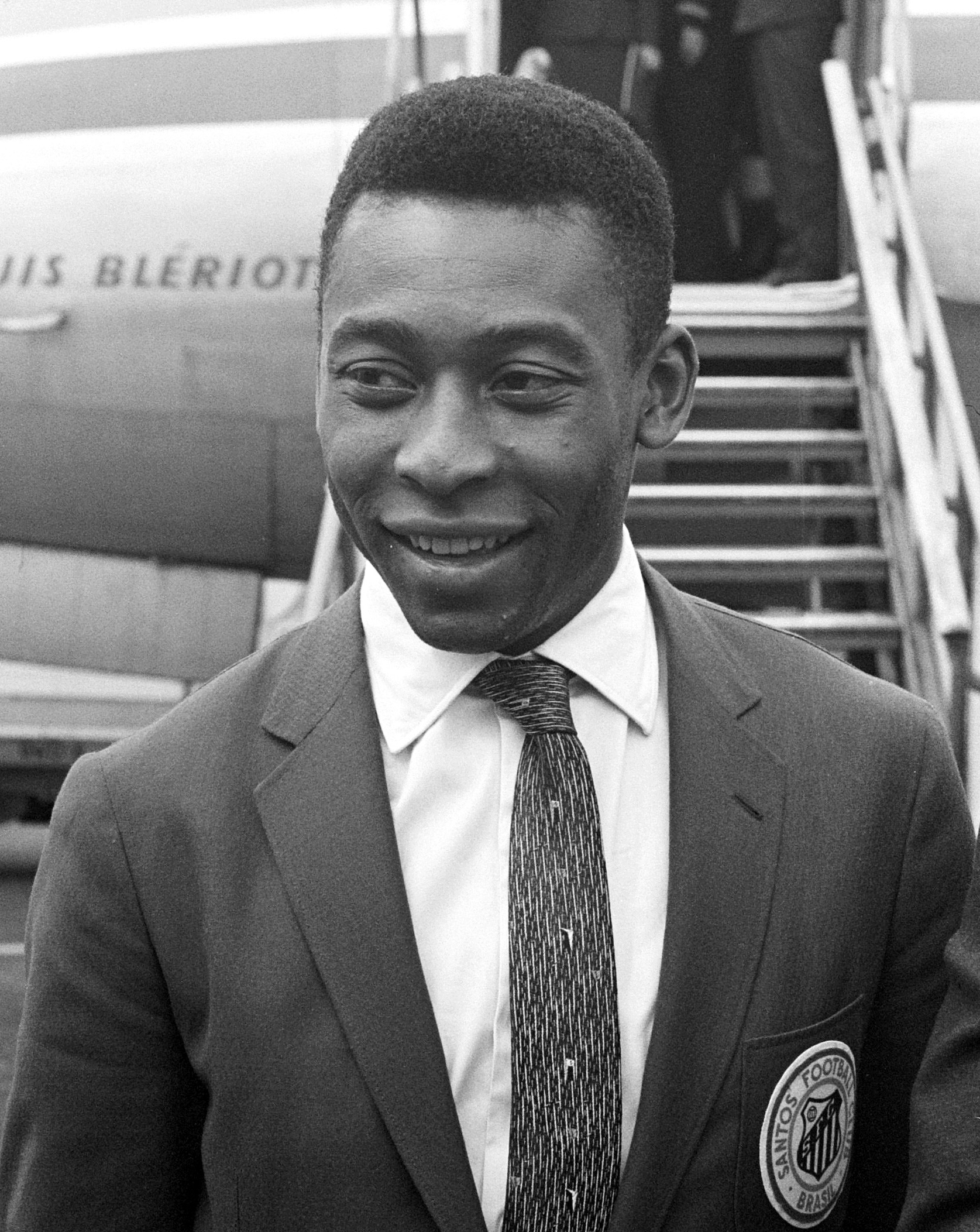
Пеле

| М. | Имя              | Голосов | % голосов |
| -- | ---------------- | ------- | --------- |
| 1  | Пеле             | 56      | 76.71 %   |
| 2  | Лионель Месси    | 46      | 63.01 %   |
| 3  | Ференц Пушкаш    | 11      | 15.07 %   |
| 4  | Роналдо          | 9       | 12.33 %   |
| 5  | Марко ван Бастен | 5       | 6.85 %    |
| 6  | Герд Мюллер      | 4       | 5.48 %    |
| 7  | Олег Блохин      | 2       | 2,74 %    |
| 7  | Эйсебио          | 2       | 2,74 %    |

## Лучшие тренеры всех времен

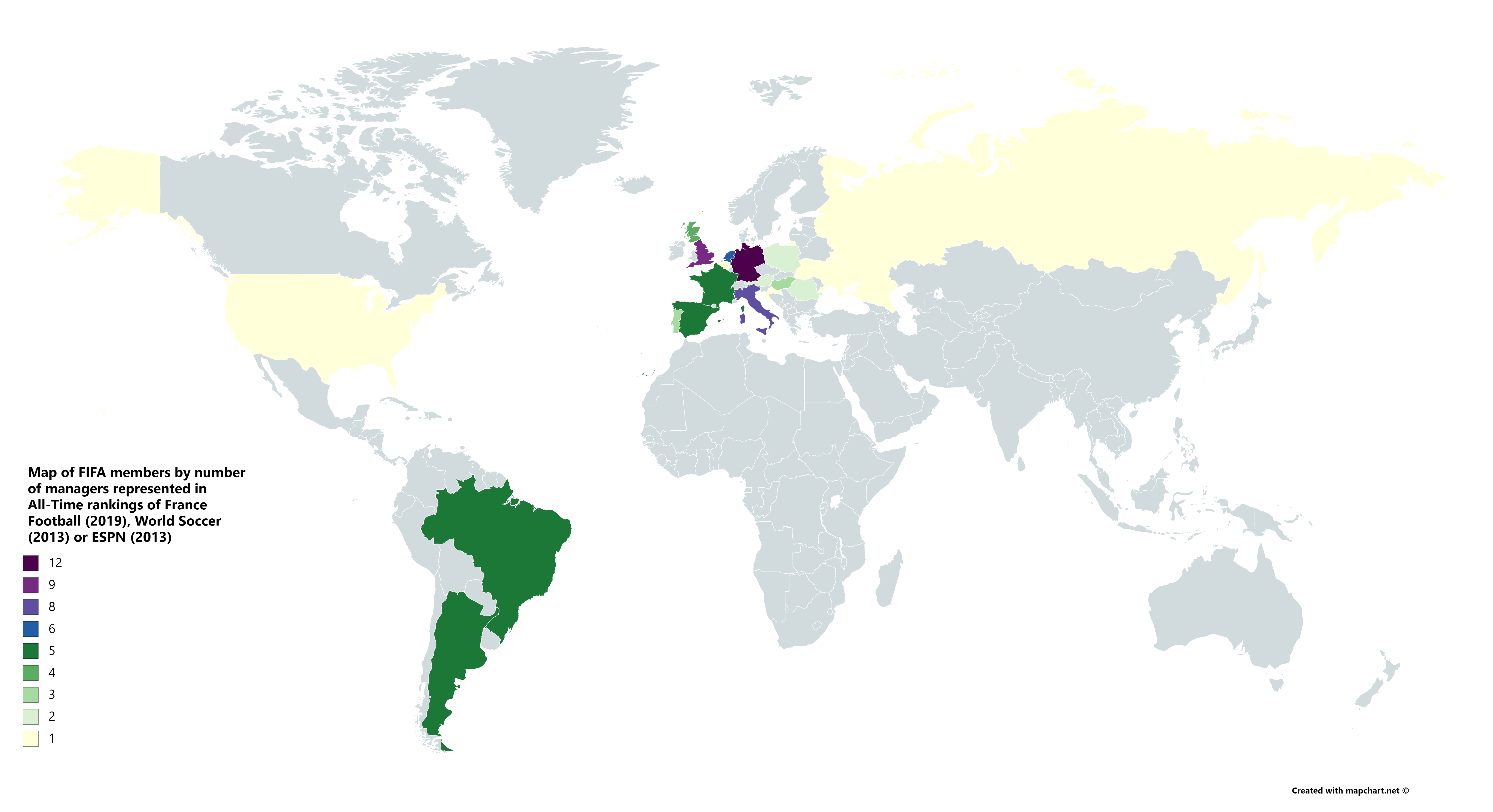
Карта стран-членов ФИФА по количеству тренеров, вошедших в рейтинг лучших по версии France Football (2019), World Soccer (2013) или ESPN (2013)

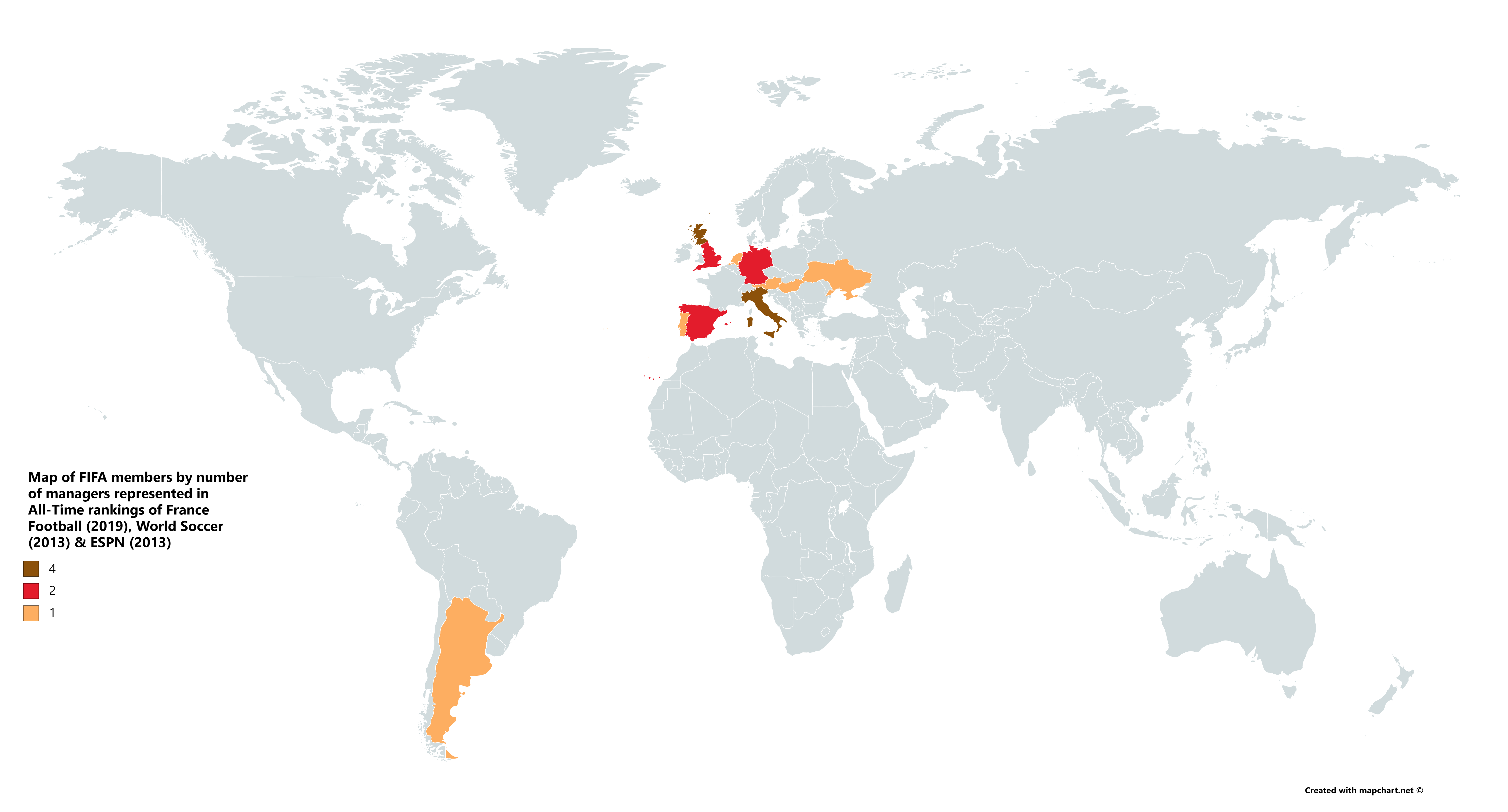
Карта стран-членов ФИФА по количеству тренеров, вошедших в рейтинг лучших по версии France Football (2019), World Soccer (2013) и ESPN (2013)

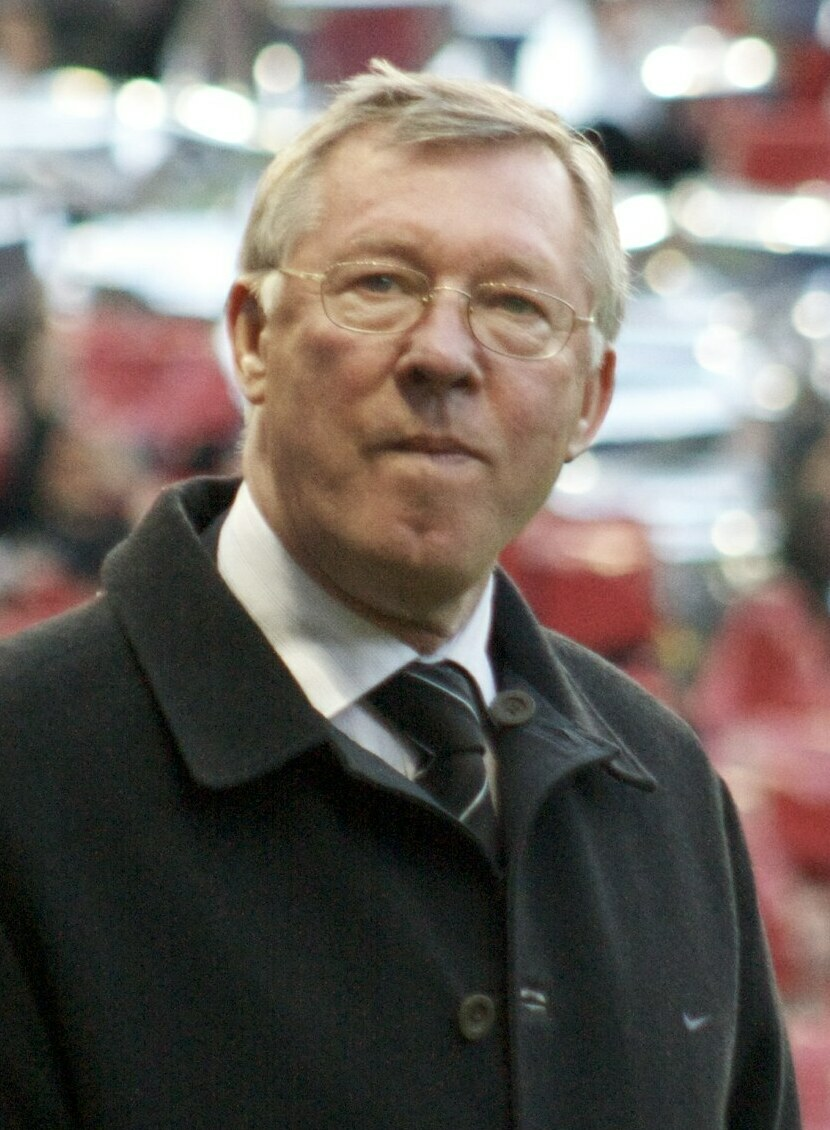
Алекс Фергюсон
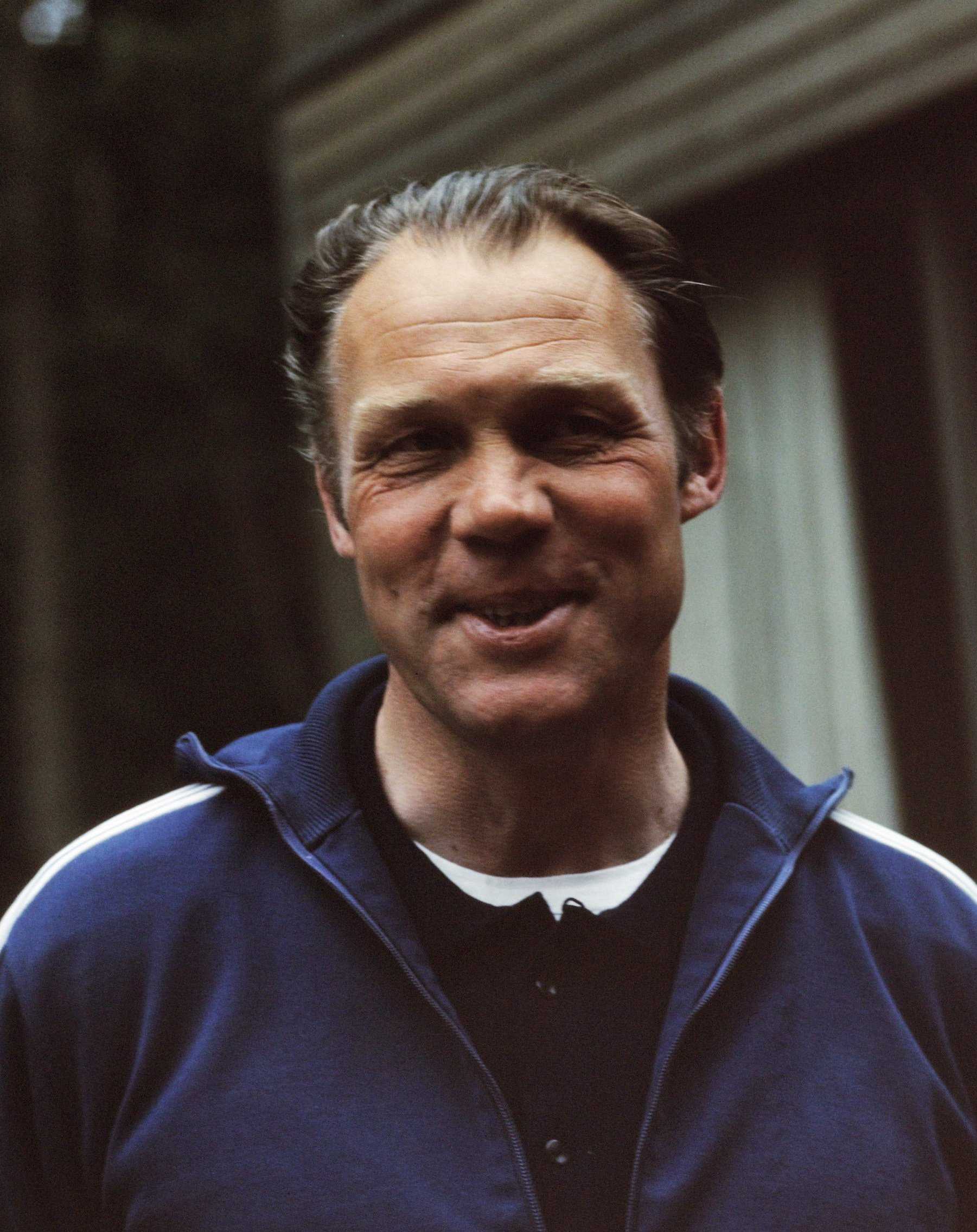
Ринус Михелс
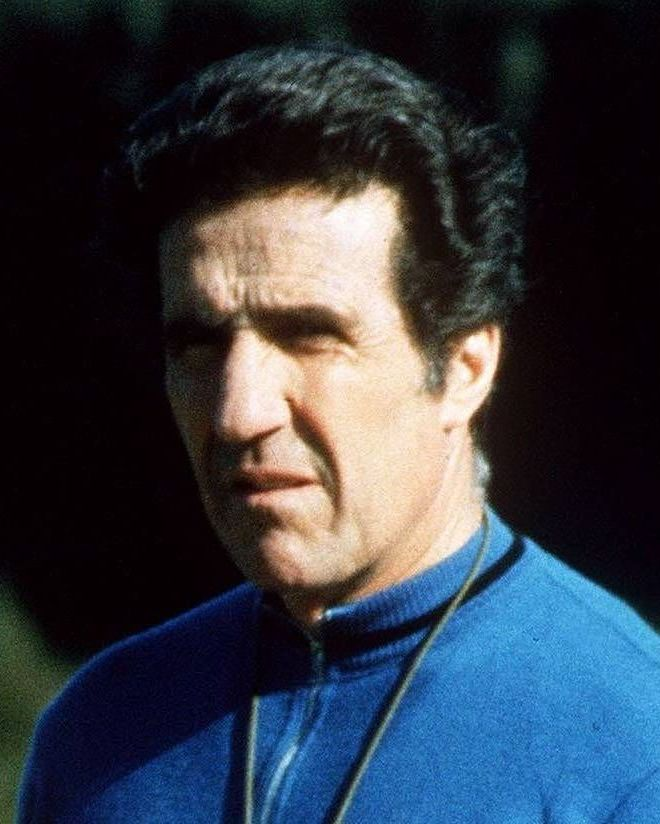
Эленио Эррера
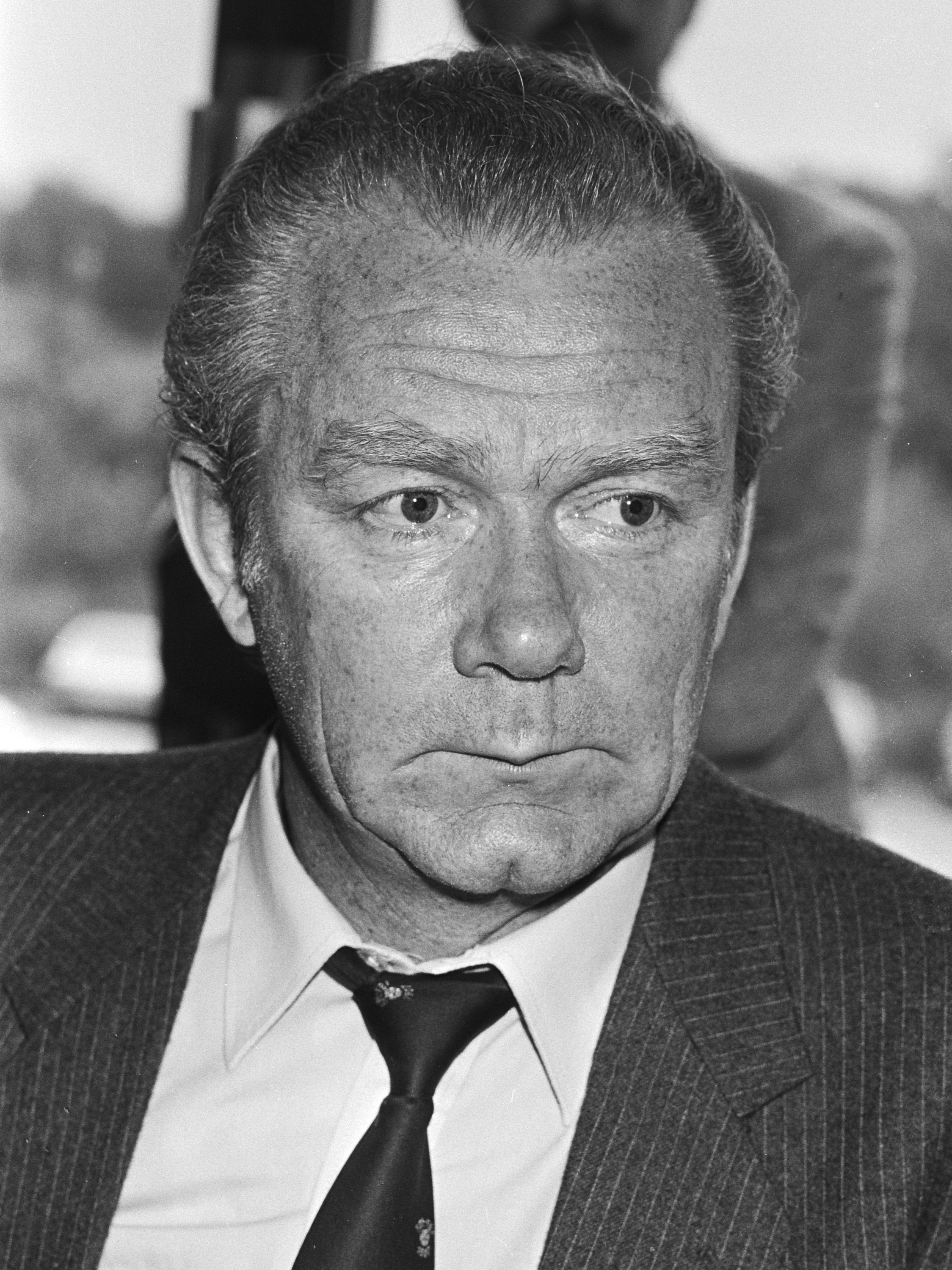
Валерий Лобановский

Список также опубликован в 2013 году. Основан на голосовании, в котором приняли участие 70 специалистов со всего мира. Каждый эксперт мог выбрать пять тренеров, которых считал лучшими в истории.
Key
Жирным шрифтом выделены тренеры, которые также вошли в рейтинг лучших по версии France Football и ESPN
     Тренеры, которые вошли в 10 лучших по версии World Soccer, France Football и ESPN
| М. | Имя                 | Годы активности                                               | Известные команды                                                          | Голосов | % голосов |
| -- | ------------------- | ------------------------------------------------------------- | -------------------------------------------------------------------------- | ------- | --------- |
| 1  | Алекс Фергюсон      | 1974—2013                                                     | Абердин, сборная Шотландии, Манчестер Юнайтед                              | 48      | 68.57 %   |
| 2  | Ринус Михелс        | 1960—1992                                                     | Аякс, Барселона, сборная Нидерландов                                       | 46      | 65.71 %   |
| 3  | Жозе Моуринью       | 2001—                                                         | Порту, Челси, Интернационале, Реал Мадрид, Манчестер Юнайтед               | 21      | 30 %      |
| 4  | Эленио Эррера       | 1944—1970, 1973—1981                                          | Атлетико Мадрид, Барселона, Интернационале                                 | 19      | 27 %      |
| 5  | Хосеп Гвардиола     | 2007—                                                         | Барселона, Бавария, Манчестер Сити                                         | 16      | 22.22 %   |
| 6  | Валерий Лобановский | 1969—2002                                                     | Днепр, Динамо (Киев), сборная СССР                                         | 15      | 21.43 %   |
| 6  | Арриго Сакки        | 1985—1999, 2001                                               | Милан, сборная Италии                                                      | 15      | 21.43 %   |
| 8  | Боб Пэйсли          | 1974—1983                                                     | Ливерпуль                                                                  | 12      | 17.14 %   |
| 9  | Герберт Чепмен      | 1907—1918, 1921—1934                                          | Лидс Сити, Хаддерсфилд Таун, Арсенал                                       | 9       | 12.86 %   |
| 9  | Бела Гуттман        | 1933—1939, 1945—1951, 1953—1962, 1964—1967, 1973              | Милан, Сан-Паулу, Порту, Бенфика, Пеньяроль                                | 9       | 12.86 %   |
| 9  | Эрнст Хаппель       | 1962—1992                                                     | Фейеноорд, Севилья, сборная Нидерландов, Гамбург                           | 9       | 12.86 %   |
| 9  | Марио Загалло       | 1966—1991, 1994—2001                                          | Ботафого, Фламенго, сборная Бразилии, Васко да Гама                        | 9       | 12.86 %   |
| 13 | Витторио Поццо      | 1912—1922, 1924—1926, 1929—1948                               | сборная Италии, Торино, Милан                                              | 8       | 11.43 %   |
| 13 | Теле Сантана        | 1969—1996                                                     | Атлетико Минейро, Сан-Паулу, Ботафого, Фламенго, сборная Бразилии          | 8       | 11.43 %   |
| 13 | Висенте дель Боске  | 1987—1990, 1994, 1996, 1999—2005, 2008—2016                   | Реал Мадрид, Бешикташ, сборная Испании                                     | 8       | 11.43 %   |
| 13 | Марчелло Липпи      | 1982—2006, 2008—2010, 2012—2014, 2016—                        | Наполи, Ювентус, Интернационале, сборная Италии, Гуанчжоу Эвергранд        | 8       | 11.43 %   |
| 17 | Брайан Клаф         | 1965—1993                                                     | Дерби Каунти, Лидс Юнайтед, Ноттингем Форест                               | 7       | 10 %      |
| 17 | Оттмар Хитцфельд    | 1983—2004, 2007—2014                                          | Боруссия Дортмунд, Бавария, сборная Швейцарии                              | 7       | 10 %      |
| 19 | Джованни Траппатони | 1974—2013                                                     | Милан, Интернационале, Ювентус, Бавария, Фиорентина, сборная Италии        | 6       | 8.57 %    |
| 20 | Зепп Хербергер      | 1930—1942, 1945—1946, 1950—1964                               | сборная Германии, Айнтрахт Франкфурт                                       | 6       | 7.14 %    |
| 20 | Билл Шенкли         | 1949—1974                                                     | Хаддерсфилд Таун, Ливерпуль                                                | 6       | 7.14 %    |
| 22 | Сесар Луис Менотти  | 1970, 1972—1984, 1986—1994, 1996—1999, 2002, 2004, 2006, 2007 | сборная Аргентины, Барселона, Атлетико Мадрид, Бока Хуниорс, Индепендьенте | 4       | 5.71 %    |
| 22 | Хельмут Шён         | 1952—1984                                                     | сборная Германии                                                           | 4       | 5.71 %    |
| 24 | Энцо Беарзот        | 1964—1986                                                     | сборная Италии                                                             | 3       | 4.29 %    |
| 24 | Джимми Хоган        | 1910—1912, 1914—1921, 1924, 1924—1927, 1931—1939              | МТК, сборная Нидерландов, Фулхэм, Астон Вилла                              | 3       | 4.29 %    |
| 24 | Хеннес Вайсвайлер   | 1948—1983                                                     | Боруссия Менхенгладбах, Барселона, Кёльн                                   | 3       | 4.29 %    |
| 24 | Фабио Капелло       | 1991—2015, 2017—2018                                          | Милан, Реал Мадрид, Рома, Ювентус, сборная Англии                          | 3       | 4.29 %    |
| 24 | Густав Шебеш        | 1940—1946, 1949—1957                                          | сборная Венгрии                                                            | 3       | 4.29 %    |
| 29 | Франц Беккенбауер   | 1984—1991, 1993—1994, 1996                                    | сборная Германии, Бавария, Олимпик Марсель                                 | 2       | 2.86 %    |
| 29 | Карлос Билардо      | 1971, 1973—1993, 1996, 1998—2000, 2003—2004                   | Эстудиантес, сборная Колумбии, сборная Аргентины, Севилья, Бока Хуниорс    | 2       | 2.86 %    |
| 29 | Йохан Кройф         | 1985—1996                                                     | Аякс, Барселона                                                            | 2       | 2.86 %    |
| 29 | Висенте Феола       | 1937—1942, 1947—1950, 1955—1956, 1958, 1959, 1961, 1966       | Сан-Паулу, сборная Бразилии, Бока Хуниорс                                  | 2       | 2.86 %    |
| 29 | Альф Рэмзи          | 1955—1974, 1977—1978                                          | Ипсвич Таун, сборная Англии                                                | 2       | 2.86 %    |
| 29 | Джок Стейн          | 1960—1985                                                     | Селтик, сборная Шотландии, Лидс Юнайтед                                    | 2       | 2.86 %    |
| 29 | Луис Фелипе Сколари | 1982—2017                                                     | сборная Бразилии, сборная Португалии, Гремио, Палмейрас, Челси             | 2       | 2.86 %    |

Остальные тренеры получили лишь один голос (1.43 %):
- Луис Арагонес
- Лео Бенхакер
- Мэтт Басби
- Джек Чарльтон
- Казимеж Гурский
- Жерар Улье
- Томислав Ивич
- Штефан Ковач
- Удо Латтек
- Уго Майсль
- Отто Реххагель
- Карлос Альберто Паррейра
- Антоний Пехничек
- Арпад Вайс
- Уолтер Уинтерботтом
- Рафаэль Бенитес
- Марсело Бьелса
- Боб Брэдли
- Юпп Хайнкес
- Арсен Венгер

## Лучшие футболисты 20 века
1. Пеле
2. Диего Марадона
3. Йохан Кройф
4. Франц Беккенбауэр
5. Мишель Платини
6. Альфредо Ди Стефано
7. Ференц Пушкаш
8. Джордж Бест
9. Марко ван Бастен
10. Эйсебио
11. Лев Яшин
12. Бобби Чарльтон
13. Роналдо
14. Бобби Мур
15. Герд Мюллер
16. Роберто Баджо
17. Стэнли Мэтьюз
18. Зико
19. Франко Барези
20. Гарринча
21. Паоло Мальдини
22. Кенни Далглиш
23. Габриэль Батистута
24. Эрик Кантона
25. Георге Хаджи
26. Ромарио
27. Жаирзиньо
28. Зинедин Зидан
29. Рууд Гуллит
30. Джон Чарльз
31. Лотар Маттеус
32. Гордон Бэнкс
33. Юрген Клинсманн
34. Денис Бергкамп
35. Карл-Хайнц Румменигге
36. Гари Линекер
37. Джузеппе Меацца
38. Роберто Ривелино
39. Диди
40. Иан Раш
41. Петер Шмейхель
42. Паоло Росси
43. Джордж Веа
44. Майкл Оуэн
45. Тьерри Анри
46. Дункан Эдвардс
47. Дино Дзофф
48. Христо Стоичков
49. Дэвид Бекхэм
50. Том Финни
51. Ривалдо
52. Клаудио Каниджа
53. Тостао
54. Франк Райкард
55. Хосе Луис Чилаверт
56. Кевин Киган
57. Пол Гаскойн
58. Роже Милла
59. Микаэль Лаудруп
60. Андрей Шевченко
61. Давид Жинола
62. Гленн Ходдл
63. Сократес
64. Роберто Карлос
65. Алан Ширер
66. Даниэль Пассарелла
67. Давор Шукер
68. Дикси Дин
69. Шандор Кочиш
70. Хуан Альберто Скьяффино
71. Кристиан Вьери
72. Марио Кемпес
73. Йохан Нескенс
74. Луиджи Рива
75. Хосе Насасси
76. Гюнтер Нетцер
77. Алессандро Дель Пьеро
78. Карлос Вальдеррама
79. Рикардо Самора
80. Энцо Франческоли
81. Эдгар Давидс
82. Франсиско Хенто
83. Джим Бакстер
84. Пауло Роберто Фалькао
85. Райан Гиггз
86. Зепп Майер
87. Збигнев Бонек
88. Пэт Дженнингс
89. Дьёрдь Шароши
90. Джачинто Факетти
91. Алан Хансен
92. Раймон Копа
93. Брайан Робсон
94. Маттиас Заммер
95. Ладислав Кубала
96. Невилл Саутолл
97. Жерсон
98. Паулу Футре
99. Пребен Элькьер-Ларсен
100. Бебето

## Примечание
1. ↑  World Soccer Awards: Previous Winners. World Soccer (15 декабря 2011). Дата обращения: 11 января 2012. Архивировано 17 октября 2014 года.
2. 1 2 3  Лука Модрич — игрок 2018 года по версии World Soccer! Футболфан (29 декабря 2018). Дата обращения: 30 декабря 2018. Архивировано 29 июля 2021 года.
3. ↑  Lionel Messi wins World Soccer Player of the Year award! World Soccer (14 декабря 2012). Дата обращения: 2 июня 2013. Архивировано из оригинала 27 сентября 2013 года.
4. 1 2  Lionel Messi voted World Soccer's Player of the Year. World Soccer (15 декабря 2011). Дата обращения: 2 июня 2013. Архивировано из оригинала 31 декабря 2014 года.
5. 1 2 3  Xavi voted World Soccer Player of the Year (Press release). World Soccer. 16 декабря 2010. Архивировано 4 января 2011. Дата обращения: 15 декабря 2011.
6. 1 2  Messi voted World Soccer Player of the Year. World Soccer (10 декабря 2009). Дата обращения: 7 октября 2011. Архивировано из оригинала 31 декабря 2014 года.
7. 1 2  Cristiano Ronaldo wins World Soccer award. World Soccer (11 декабря 2008). Дата обращения: 7 октября 2011. Архивировано из оригинала 31 декабря 2014 года.
8. ↑  World Soccer Awards: Previous Winners. World Soccer. Дата обращения: 16 апреля 2011. Архивировано из оригинала 14 ноября 2006 года.
9. 1 2  Jamie Rainbow. The Greatest XI: how the panel voted. World Soccer (2 июля 2013). Дата обращения: 5 июля 2018. Архивировано из оригинала 1 января 2015 года.
10. ↑  Jamie Rainbow. The Greatest Manager of all time. World Soccer (4 июля 2013). Дата обращения: 5 июля 2018. Архивировано 4 апреля 2019 года.
11. 1 2  Top 50 des coaches de l'histoire. France Football (19 марта 2019). Дата обращения: 19 марта 2019. Архивировано 24 мая 2021 года.
12. 1 2  Los 50 mejores entrenadores de la historia. FOX Sports (19 марта 2019). Дата обращения: 29 декабря 2019. Архивировано из оригинала 29 декабря 2019 года.
13. 1 2  Greatest Managers, No. 1: Ferguson. Дата обращения: 10 января 2020. Архивировано 24 октября 2019 года.